# Venus Awards 1998
Die Venus Awards 1998 waren die zweite Verleihung des deutschen Pornofilmpreises Venus Award. Sie fand in Berlin im Rahmen der Erotikmesse Venus Berlin statt.

## Preisträger
- Best Film – Baron of Darkness[1]
- Best Director – Michael Ninn[1]
- Best Actor – Conny Dax[1]
- Best Actress – Tania Russof[1]
- Best Newcomer, Male – Titus[1]
- Best Newcomer, Female – Donna Vargas[1]
- Best Camera – Kaito[1]
- Best Series Director – Paul Rusch[1]
- Best Video Series – Dolly Buster[1]
- Gay Best Film – Island Guardian[1]
- Gay Best Actor – York Powers[1]
- Best Artwork Cover – Bezaubernde Jeannie[1]
- Best Soft Video – Helen Meets Monique[1]
- Best Magazine – Pirate[1]
- Best Photographer – James Baes[1]
- Best Soft Magazine – Penthouse[1]
- Best TV Magazine – Peep[1]
- Best TV Erotic Report – Dark Angel[1]
- Venus Erotic Design Award – Schwarze Mode[1]
- Venus Fetish Award – Peter W. Czernich[1]
- Venus Erotic Innovation Award – Private Media Group[1]
- Special Venus For Outstanding Input (male) – Gabriell Pontello[1]
- Special Venus For Outstanding Input (female) – Babette Blue[1]
- Special Venus For Lifetime Achievements – Hans Moser[1]
- Venus '98 Sonderpreis – Princess Chantal Chevalier[1]